# زقزاق راعي
زقزاق راعي (الاسم العلمي: Charadrius pecuarius) هو نوع من الطيور يتبع جنس الزقزاق من فصيلة الزقزاقية.